# Superaquecimento (economia)

Esquema de ciclo de superaquecimento econômico no idioma búlgaro.

O superaquecimento de uma economia ocorre quando a capacidade produtiva é incapaz de acompanhar o crescimento da demanda agregada. Ele é geralmente caracterizado por uma taxa de crescimento econômico acima da tendência, onde o crescimento está ocorrendo a uma taxa insustentável. Períodos de expansão econômica são geralmente caracterizados como superaquecimento da economia. Fala-se que uma economia é superaquecida quando a inflação aumenta devido a prolongadas boas taxas de crescimento e os produtores produzem em excesso, assim criando uma capacidade de produção excessiva. A principal razão por trás do superaquecimento é a alocação insuficiente de oferta do excesso de gasto pelas pessoas devido ao aumento na riqueza do consumidor.

## Causas
Altos níveis de demanda agregada tendem a causar o superaquecimento. Se a demanda agregada de curto prazo excede a oferta agregada de longo prazo, então a demanda excessiva por bens deve ser suprida pelo sobre-emprego dos recursos. Isto pode ser alcançado ao empregar trabalhadores por turnos extras ou usar o maquinário além das horas recomendadas de funcionamento. Este tipo de produção é considerado insustentável porque o sobre-emprego não pode ser feito indefinidamente. O superaquecimento pode ser evitado por meio da constante expansão da infraestrutura para eliminar gargalos.

## Efeitos
O superaquecimento é geralmente precedido por taxas de crescimento abaixo da média. A inflação da demanda ocorre quando os fornecedores tentam capitalizar o excesso de demanda que não pode ser suprido pelas restrições de produção existentes. Esses preços mais altos tendem a reduzir a demanda agregada e as exportações (visto que bens e serviços tornam-se mais caros no exterior) levando a uma redução do consumo. Os bancos centrais muitas vezes simultaneamente apertam a política monetária em resposta às crescentes pressões inflacionárias, reduzindo os gastos com investimentos, que, em conjunto com a redução do consumo, podem levar à recessão econômica.

## Exemplos históricos de superaquecimento

### Recentemente
- Os economistas suspeitaram que a China estivesse sofrendo dos efeitos do superaquecimento em seu rápido crescimento do PIB em anos recentes.[1]

### Historicamente
- O Boom de Lawson do final da década de 1980 e começo da década de 1990 no Reino Unido
- Suíça durante o período 1962-1967,[2][3] 1971-1974, 1988-1991